# سیدوارجو
سیدارجا (اندونزیایی: Sidoarjo) شهری در استان جاوه شرقی کشور اندونزی است. جمعیت این شهر بر اساس سرشماری سال ۱۹۹۰ میلادی، ۷۲٫۵۲۱ نفر و بر اساس سرشماری سال ۲۰۰۰ میلادی، ۱۱۳٫۵۲۴ بوده که در سال ۲۰۰۷ میلادی به ۱۵۱٫۰۰۹ نفر افزایش یافته‌است.